# عبد الله بن نوفل
عَبْدُ اللّه بنُ نَوْفَل بنِ الحَارِث بن عبد المُطَّلِب القرشي الهاشمي يُكْنَى أبا محمّد، تابعي ومحدث وهو عم عبد الله بن الحارث بن نوفل الملقب: بَبَّه، وأخو الحارث بن نوفل.

## نسبه
هو عبد الله بن نَوْفَل ابن الحارث بن عبد المطّلب بن هاشم بن عبد مناف بن قُصَيّ، وأمّه ضُرَيْبَة بنت سعيد القَشِب، واسمه جُنْدُب بن عبد الله بن رافع بن نَضْلة بن مِحْضَب بن صَعْب بن مبشّر بن دُهْمان من الأزد وأمّها أمّ حكيم بنت سفيان بن أُميّة بن عبد شمس بن عبد مناف خالة سعد بن أبي وقّاص. وأمّ سعد حَمْنة بنت سفيان بن أُميّة بن عبد شمس.
يُكْنَى أبا محمّد، وإخوته هم: الحارث بن نوفل، والمغيرة بن نوفل. ويُعتبر عبد الله بن الحارث، عم عبد الله بن الحارث بن نوفل الملقب: بَبَّه.

## حياته
ولد عبد الله بن نوفل في عهد رسول الله، وذكر الزُّبَيْرُ بْنُ بَكَّارٍ أنهُ كان يشبه بالنبي محمد، وقال محمد بن عمر الواقدي: «أَدرك النبي ﷺ ولم يحفظ عنه شيئًا». ذكر ابن سعد في الطبقات الكبير: «أخبرنا محمد بن عمر قال: حدّثني عبد العزيز بن محمد وأبو بكر بن عبد الله بن أبي سَبْرة عن عثمان بن عمر عن أبي الغيث قال: سمعتُ أبا هُريرة لما وليَ مروان بن الحَكَم المدينة لمعاوية بن أبي سفيان سنة اثنتين وأربعين في الإمرة الأولى، استقضى عبد الله بن نوفل بن الحارث بن عبد المطّلب بالمدينة، فسمعتُ أبا هريرة يقول: هذا أوّل قاضٍ رأيته في الإسلام.».
قال محمد بن عمر: «وأجمع أصحابُنا على أنّ عبد الله بن نوفل بن الحارث أوّل من قضى بالمدينة لمروان بن الحكم، وأهلُ بيته يُنْكرون أن يكون وليَ القضاء بالمدينة هو ولا أحد من بني هاشم».

## روايته للحديث النبوي
- روى عن: عبد المطلب بن ربيعة بن الحارث، وعبد الله بن عباس، وعلي بن أبي طالب، ونوفل بن الحارث.[7]
- روى عنه: المنهال بن عمرو، وأبو صالح السمان، وراشد بن نجيح، وعمار بن أبي عمار، ومحمد بن ثابت البناني، ومحمد بن شهاب الزهري.[7]
- الجرح والتعديل: قال أبو حاتم بن حبان البستي: «أول قاض كان في المدينة من التابعين»، وقال الدارقطني: «ثقة».[7]

## وفاته
قال أهل بيته: توفّي في خلافة معاوية بن أبي سفيان، وقيل مات سنة أربع وثمانين في خلافة عبد الملك بن مروان، وقيل: قُتل يوم الحَرَّة، وذلك سنة ثلاث وستين. وقال محمد بن عمر: «ونحن نقول إنّه بقي بعد معاوية دهرًا وتوفّي سنة أربعٍ وثمانين في خلافة عبد الملك بن مروان.».